# San Mauro Marchesato
San Mauro Marchesato är en ort och kommun i provinsen Crotone i regionen Kalabrien i Italien. Kommunen hade 2 102 invånare (2017).